# 6913 Yukawa
6913 Yukawa este un asteroid din centura principală de asteroizi.

## Descriere
6913 Yukawa este un asteroid din centura principală de asteroizi. A fost descoperit pe 31 octombrie 1991 la Kitami de Kin Endate și Kazuro Watanabe. El prezintă o orbită caracterizată de o semiaxă mare de 2,24 ua, o excentricitate de 0,14 și o înclinație de 4,4° în raport cu ecliptica.